# Siège d'Arles (507-508)
Pour les articles homonymes, voir Siège d'Arles.
Le siège d'Arles de 507-508 se déroule dans le cadre des guerres entre Francs, Burgondes et Wisigoths du début du VIe siècle et plus particulièrement lors de la deuxième guerre franco-wisigothique. Après la bataille de Vouillé où le roi des Wisigoths, Alaric II, trouve la mort, les Burgondes et les Francs exploitent ce succès militaire et se dirigent vers la Provence pour conquérir Arles, bastion wisigoth contrôlant le trafic commercial entre l'Europe du Nord et la Méditerranée.
Dès la fin de 507, la cité, ex-préfecture des Gaules, garnison wisigothique et ville à forte dominante gallo-romaine est ainsi assiégée, alors que le roi Ostrogoth, Théodoric qui était intervenu pour pacifier les relations entre Francs et Wisigoths, ne peut réagir immédiatement. Ce n’est qu’en juin 508 qu’une armée de renfort est envoyée pour délivrer la cité qui en dépit de tensions internes résiste toujours. Finalement, après avoir été défaites devant les remparts de la ville, les forces franques et burgondes doivent lever le siège, se replier sur la rive gauche du Rhône et abandonner leur projet.
Francs et Burgondes contenus, la Provence sous la tutelle des Ostrogoths (contre lesquels Justinien a fait la guerre) va bénéficier d’une période de tranquillité appelée parfois Pax ostrogothica jusqu'au milieu des années 530, et Arles connaître un renouveau à la fois politique et ecclésiastique avec le rétablissement de la préfecture du prétoire et du statut de primatie.

## Contexte

### Arles: une ville wisigothe à tradition gallo-romaine

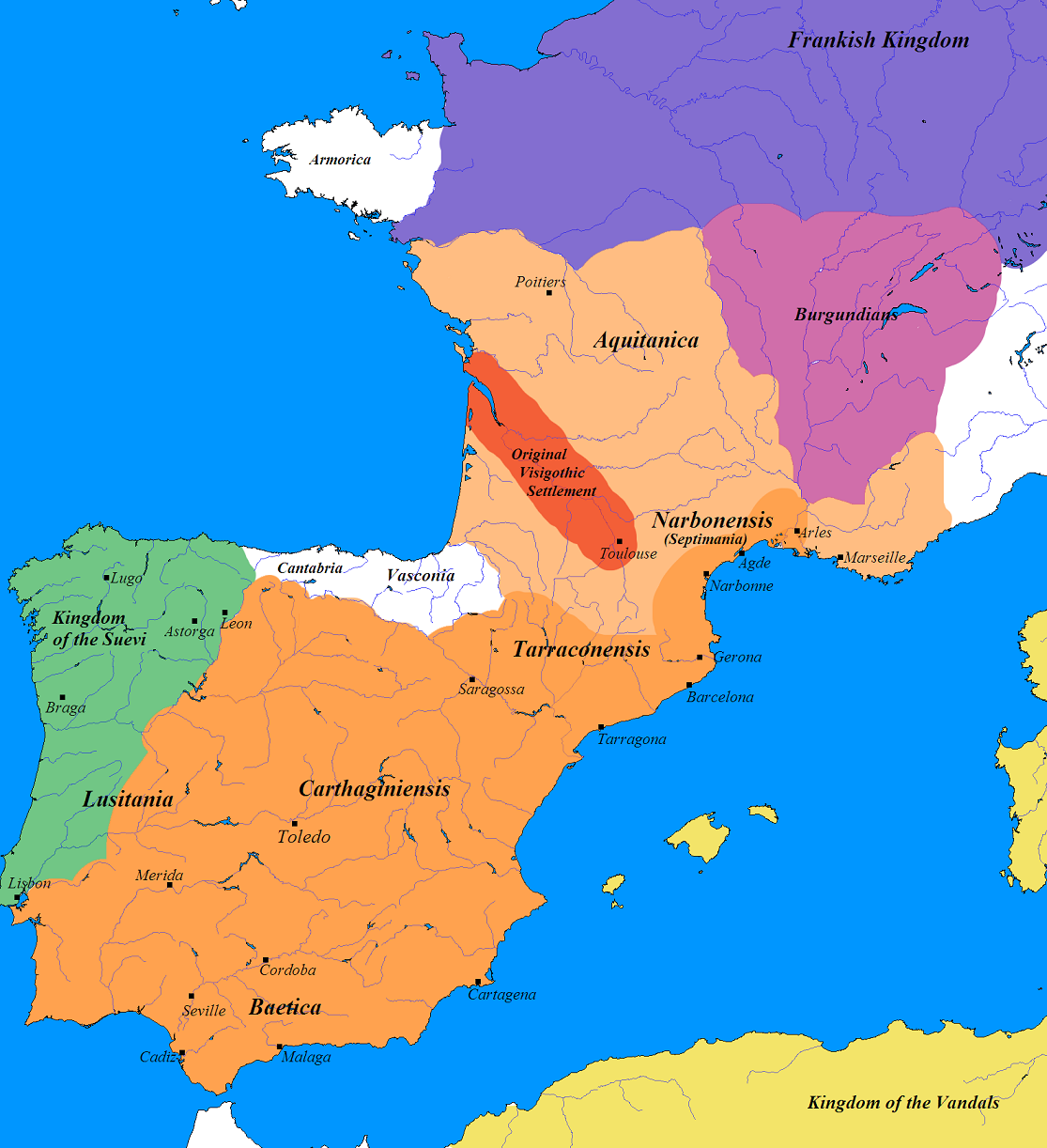
Le Royaume wisigoth au moment de sa plus grande expansion, vers 500 (en orange clair et foncé)

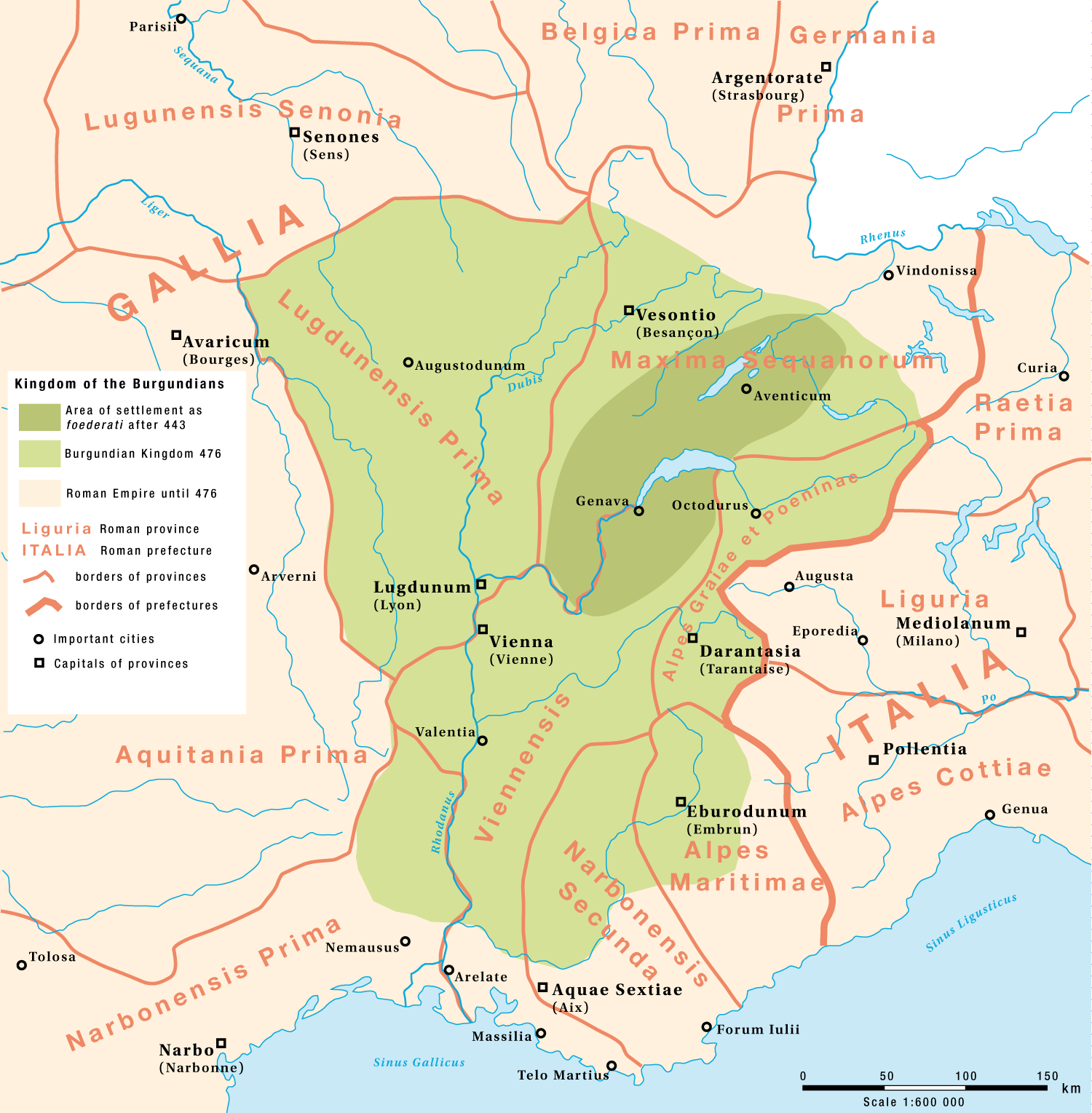
Le Royaume burgonde vers 476 avec sa frontière sud très proche de la ville d'Arles.

Après la chute de l’Empire romain d'Occident et la prise d’Arles en 476 par Euric, la ville gallo-romaine passe sous le contrôle du roi wisigoth qui applique à la cité gallo-romaine le régime en vigueur des guerriers germaniques, notamment le cantonnement de troupes et la cession de terres. L’organisation administrative et militaire est désormais assurée par un duc, mais en revanche les traditions culturelles de l’Antiquité y sont maintenues et en dépit de la religion arienne des Wisigoths, le clergé catholique de la ville n'est aucunement inquiété, même si le nouvel évêque Césaire, suspecté de sympathies Burgondes, doit se justifier en 505 à Bordeaux devant le roi Alaric. Il semble qu'il en est également de même vis-à-vis de la colonie juive déjà bien implantée dans la cité. Mais, en dépit de cet historique militaire, les Wisigoths, comme les Ostrogoths et la population gallo-romaine de la ville, se considèrent toujours comme faisant partie de l’Empire romain. Aussi, à la mort du roi Euric en 484, c’est l’Empereur d’Orient Zénon qui confirme à son fils, Alaric II, la possession des terres provençales.
Ainsi, au début du VIe siècle, Arles est une ville importante, très bien défendue avec une forte garnison et disposant d'une enceinte fortifiée. Ville portuaire, commerciale et fiscale, mais abritant une société complexe tant au niveau politique que religieux, cette riche cité attire les convoitises de ses voisins, notamment des Burgondes, dont le royaume descend jusqu'au nord de la Durance, soit à moins de 50 kilomètres de la cité.

### Arles: une ville convoitée
La cité initialement conquise par les Wisigoths en 476 était restée constamment sous la menace des royaumes voisins, Burgondes et Francs.
Pour l'historien Édouard Baratier, la ville d'Arles aurait été prise par le roi burgonde, Gondebaud, au plus tard en 499 ou peut-être dès la mort d'Euric à la fin de 484, et serait repassé vers 500 à l'occasion d'un conflit entre Francs et Burgondes à nouveau sous le contrôle des Wisigoths,. Toutefois, Justin Favrod, sans se prononcer sur un épisode Burgonde éventuel précédent, signale qu'au printemps 500 lorsque Gondebaud demande assistance à Alaric, la ville est déjà sous contrôle Wisigoth.
Mais après les Burgondes, les Francs, réconciliés avec Gondebaud, essayent à leur tour d'accéder à la mer. Au printemps 501 ou 502, mais plus probablement en 501, ils font une première tentative pour s'emparer de l'ancienne préfecture des Gaules. Cette expédition est conduite par « Thierry, fils de Clovis, [qui] après avoir remporté une victoire à Nîmes est battu près d'Arles, puis dans la plaine de Bellegarde » peu de temps avant la mort de l'évêque d'Arles d'origine bourguignonne Éon. La défaite franque et burgonde transparait dans le testament de l'évêque arlésien, qui « ayant reçu la promesse que ses volontés seraient accomplies, destine tout son bien au rachat des captifs ».

### La victoire de Vouillé: une occasion de conquête

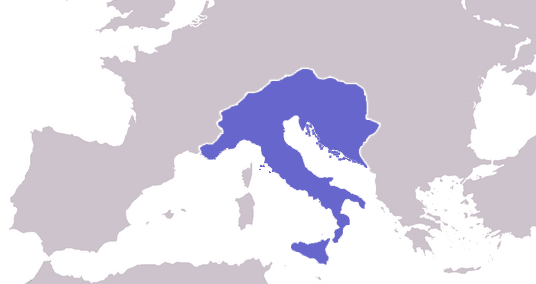
Royaume ostrogoth de Théodoric le Grand

Vers 506/507, Théodoric inquiet de la situation en Gaule et du risque de progression des Francs vers le Midi, avec une menace pour son propre territoire essaye de réconcilier Francs et Wisigoths. Il pense y avoir réussi quand la bataille de Vouillé, avec la mort du roi wisigoth Alaric, donne aux premiers et à leurs alliés Burgondes l'occasion tant redoutée de la conquête d'une grande partie du Midi. Le pouvoir Wisigoth en pleine déliquescence et l'armée ostrogothe dans l'incapacité momentanée d'intervenir, créent pour la coalition Burgonde une situation exceptionnelle pour la conquête de la Provence si souvent désirée.

## Événements

Plan général de la ville d’Arles ; la ville fortifiée wisigothique était située à l'emplacement du centre ville actuel, mais occupait une surface plus limitée, notamment au nord et au sud-ouest ; un seul pont existait et, contrairement aux ouvrages actuels, franchissait le Rhône vers Trinquetaille, au nord de la cité.

### Le début du siège
Les Francs et leurs alliés les Burgondes, profitent de la déroute wisigothe : toute l'Aquitaine passe entre les mains de Clovis, tandis que les Burgondes, après avoir franchi la Durance puis le Rhône, envahissent la Septimanie. Puis, comme en 501/502, ces deux peuples essayent d’annexer la Provence et de prendre la cité rhodanienne d’Arles, ville portuaire et fiscale, qui contrôle le commerce entre l’Europe du Nord et la Méditerranée. Probablement dès l'automne 507, au retour de la campagne en Septimanie, la cité est assiégée par une armée coalisée comprenant des troupes burgondes renforcées d'un contingent franc, mais loin d'accueillir ces envahisseurs, elle se défend contre leurs attaques avec la dernière énergie.
Nous ne savons pas si Clovis lui-même participe à cette expédition ; Grégoire de Tours n'en fait pas mention, tout comme il passe sous silence cet épisode, hormis une allusion à une expédition franque aux frontières du royaume burgonde. Mais si cela était, la présence de Clovis sur les bords du Rhône n’aurait pu se produire qu’au début 508, à l'époque du transfert du trésor wisigoth de Toulouse à Bordeaux et juste avant la venue du roi franc à Tours.

### Un siège long et complexe

#### La trahison de Césaire?

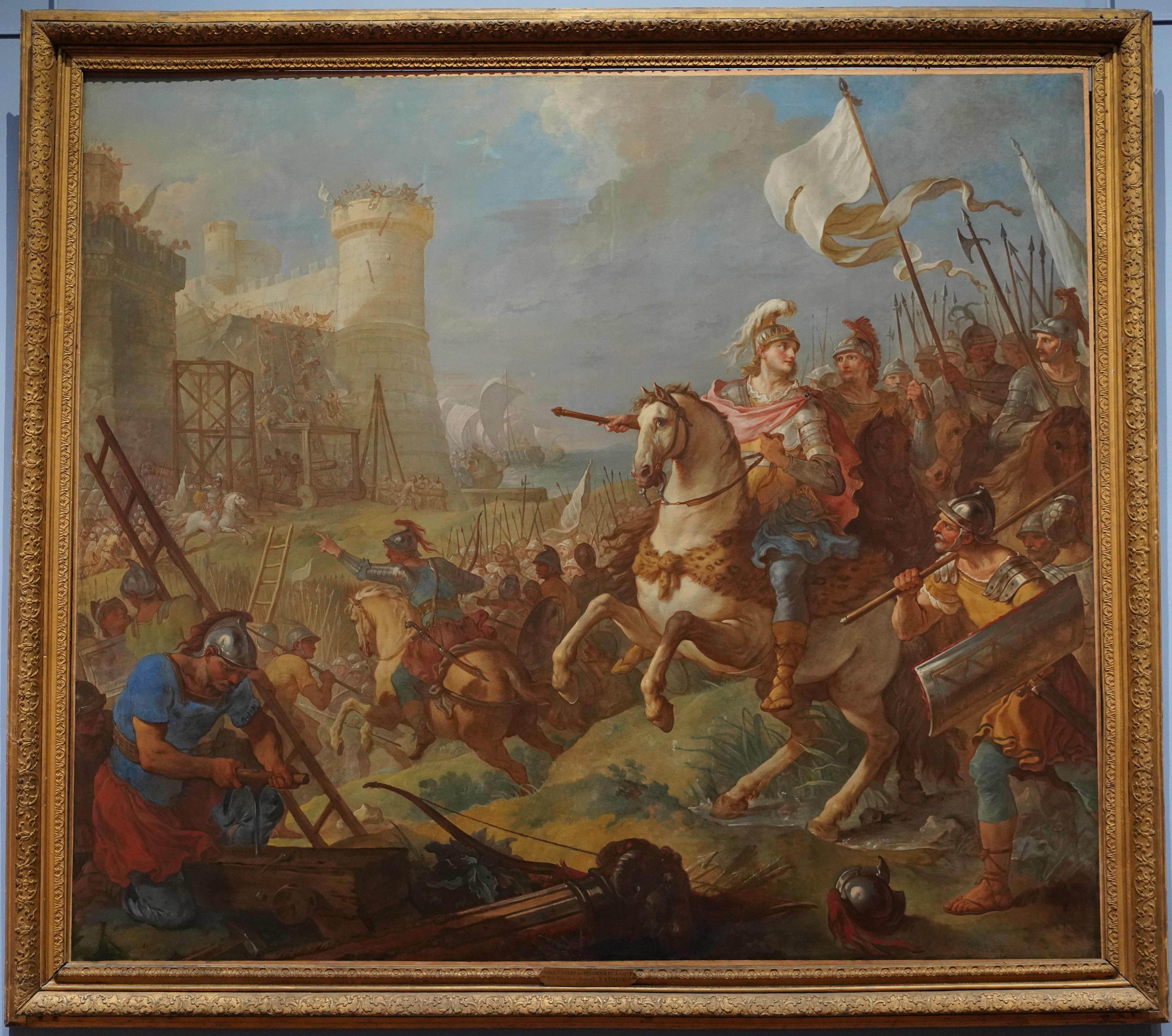
Le siège par Charles-Joseph Natoire.

La ville où vivent en bonne intelligence païens, juifs, chrétiens ariens et chrétiens catholiques, voit sa concorde sociale fragilisée dans cette période de crise comme le souligne l'épisode de la « trahison » de l'évêque d'Arles Césaire.
Après des mois de siège alors que les assiégeants sont sur le point de l’emporter, la désertion d’un jeune clerc parent de l'évêque Césaire et supposé être son émissaire, attire sur ce dernier des soupçons de trahison. Il faut dire que le prélat est d’origine Burgonde comme les assaillants. Arrêté dans sa propre maison, l’évêque est mis de force dans une embarcation qui dans la nuit essaye de gagner la forteresse d’Ugernum (Beaucaire), au nord. Mais le contrôle des rives par l’ennemi empêche tout débarquement et oblige les Wisigoths à le ramener prisonnier dans sa maison. Il y reste quelque temps, jusqu’à la découverte fort opportune d’un billet qu’un Juif avait lancé vers les assaillants, « s’offrant de les introduire par un endroit où ses coreligionnaires sont de garde, à condition que lui et les siens soient épargnés dans le sac de la ville ». Avec cette « preuve », l’évêque innocenté est immédiatement libéré. Il semble toutefois que les Wisigoths ne soient pas dupes du stratagème, mais dans une ville assiégée où tous les bras comptent, l’importance numérique du peuple chrétien vis-à-vis de la population juive constitue certainement un argument décisif dans la libération de l’évêque.

#### Une ville bien défendue
Le siège commencé à la fin 507 se prolonge pendant de longs mois.
La capacité de résistance de la ville réside principalement dans la force numérique de sa garnison et comme Théodoric le souligne, dans la fidélité courageuse de ses habitants. Les Arlésiens résistent ainsi jusqu’à la fin de l'été 508, dans l'attente des renforts ostrogoths.

### Le secours des Ostrogoths
Finalement, c'est seulement le 24 juin 508 que les troupes de Théodoric quittent leurs garnisons et se mettent en marche vers la Gaule.
D'après Arthur Malnory, cette armée est commandée par le prince Ibbas.
Arrivées probablement dès août, ou selon William E. Klingshirn en automne, dans la région d’Arles, les renforts ostrogoths attaquent par le nord rive gauche du Rhône (la zone du Trébon), les forces franques et burgondes qui occupent les deux rives du fleuve. Une action vigoureuse de Tuluin, un général d’Ibbas, repousse les assaillants sur la rive droite et permet le contrôle du pont, celui de Constantin, qui relie la ville à l’île de la Camargue. Ce pont se trouve au nord de la cité, au bas des remparts. Les troupes franques et burgondes ayant levé le siège sont alors poursuivies et dans leur retraite auraient subi une grande défaite avec une perte selon William E. Klingshirn de 30 000 hommes. Les Ostrogoths en rentrant dans la ville ramènent une « quantité immense » de prisonniers qui encombrent les basiliques et même la maison de l’évêque. Il est dit que Césaire, comme son parent et prédécesseur Éon en 501 ou 502, fait fondre l’argenterie de l’Église pour racheter les captifs.

## Conséquences

### Un pays ruiné
Dès le début du siège le territoire arlésien est totalement saccagé comme avec la ruine des travaux, déjà très avancés, que l'évêque Césaire avait entrepris pour la construction d'un monastère destiné à sa sœur Césarie. Cet édifice, situé hors des murs d'Arles, probablement au sud-est de la ville à proximité des Alyscamps, est l'un des premiers endroits « visités par la fureur des assiégeants », qui n'y laissent rien debout.
Parmi les autres conséquences, la plus dramatique est la famine qui suivit. Bien entendu, à la fin de l'été 507, les Arlésiens avaient eu certainement le temps de constituer des réserves avec les récoltes qui venaient de se terminer, mais au bout de presque un an de siège, les vivres commencent à manquer. Cette pénurie est aggravée en 508 par l'absence complète de récoltes ce qui explique que le ravitaillement de la ville est une des priorités de l'après siège. Cassiodore mentionne l'assistance du roi Théodoric, mais d'autres auteurs rapportent l'aide des rois Burgondes à l'évêque Césaire en remerciement du rachat des prisonniers.

### Arrêt temporaire de l'avancée des Francs et des Burgondes
L'intervention des Ostrogoths en Provence et Septimanie repousse les Francs et les Burgondes et la présence des armées Ostrogothes, en soutien des Wisigoths, va décourager toute nouvelle velléité d'intervention. Francs et Burgondes contenus, le Midi de la France, sous cette nouvelle tutelle, va ainsi bénéficier d’une période de tranquillité jusqu'au milieu des années 530 : la Pax ostrogothica.

### Arles: un renouveau politique et ecclésiastique

#### Un regain de romanité
Après la libération de la ville par le duc ostrogoth Ibba à l'automne 508, Théodoric ravitaille les habitants, finance la restauration des remparts et prend la cité sous sa protection. Pour le fondateur de la monarchie ostrogothe, son règne est le prolongement de l'Empire et les habitants d'Arles doivent se considérer, non comme un peuple conquis, mais comme délivrés. Cette vision souhaitée, correspond bien au sentiment des Arlésiens, fidèles à la romanité, dont déjà en 476 des représentants s'étaient rendus à Constantinople pour demander que la cité reste rattachée à l'Empire. « C'est donc un régime "romain" qui est à nouveau en vigueur à la satisfaction des populations ».

#### Le renouveau politique
Le roi ostrogoth profite ainsi de la nouvelle conjoncture politique qui se dessine en Gaule après la bataille de Vouillé pour s’emparer de la Provence afin de protéger l’Italie de la poussée franque. Dès la libération de la cité en 508, il fait d'Arles un lieu de pouvoir en y nommant un vicaire des Gaules (vicarius Galliarum) appelé Gemellus.
Arles devient son point d'appui, d'abord pour reconquérir les provinces méditerranéennes récemment envahies par les Burgondes, puis pour les réorganiser. Il crée un grand royaume wisigo-ostrogothique comprenant l’Espagne, la Gaule du Sud et l’Italie, dont la Provence constitue un enjeu territorial décisif pour le contrôle de ce vaste espace.
Dans la cité elle-même, les nobles arlésiens bénéficient des faveurs du nouveau régime. Le fils de Magnus Félix a l'honneur d'être consul en 511. Deux neveux d'Ennodius, Lupicin et Parthénius, sont admis aux écoles de Rome, où s'instruisent ceux que Théodoric destine aux dignités. Le second va même ensuite à Ravenne faire l'apprentissage des hautes charges qu'il exercera plus tard dans son pays.
Cette période qui correspond aux années 508-536, va s'appuyer sur deux grands acteurs locaux : l'archevêque Césaire et Libérius, le nouveau préfet du prétoire des Gaules (præfectus prætorio Galliarum) dont la fonction est rétablie en 510 par Théodoric.

#### Le renouveau ecclésiastique
Avec la chute de l'empire et la prise de la cité par Euric en 476, l'Église d'Arles était rentrée dans le rang. Le rétablissement de la préfecture des Gaules dans la cité lui permet de renouer avec son importance d'antan.
Pourtant, l'affaire avec la trahison plus ou moins avérée de l'archevêque est très mal engagée, mais Césaire, suspecté comme en 505 de sympathies burgondes et franques, réussit à se justifier devant Théodoric à Ravenne en 513. Ce dernier ne veut probablement pas, pour des raisons politiques, faire du prélat arlésien un martyr et relancer les conflits entre ariens et catholiques. L'évêque d'Arles se rend ensuite à Rome où il reçoit du pape Symmaque le droit de porter le pallium, et l'année suivante en juin 514 devient « vicaire apostolique en Gaule et en Espagne », l'archevêché d'Arles accédant ainsi, comme au siècle précédent, au rang de primatie des Gaules.